# Tắt lửa lòng
Tắt lửa lòng là một tiểu thuyết lãng mạn của nhà văn Nguyễn Công Hoan, giới thiệu lần đầu tiên vào năm 1933. Tác phẩm nhanh chóng trở nên phổ biến và được chuyển thể thành nhiều vở kịch, cải lương, bản nhạc khác nhau.
Soạn giả Trần Hữu Trang đã biên kịch lại và chuyển thể thành vở cải lương Lan và Điệp năm 1936. Và cái tên Lan và Điệp trở thành huyền thoại từ đó, thậm chí nó còn nổi tiếng hơn cả tên tác phẩm Tắt lửa lòng.
Soạn giả Viễn Châu thì chuyển thành vở cải lương Hoa rụng giữa thiền môn với hai nhân vật chính là Mai và Ngọc.

## Các chương
Tác phẩm được chia thành 19 chương, gồm:
- Chương 1: Thôi còn chi nữa mà mong
- Chương 2: Ân tình
- Chương 3: Sự tình cờ
- Chương 4: Khoa
- Chương 5: ... Rồi đến Danh
- Chương 6: Rồi lại đến Duyên...
- Chương 7: Tin sét đánh...
- Chương 8: Ông ấy là quan, ông ấy không thèm nói dối
- Chương 9: Thôi, từ nay...
- Chương 10: Tấm lòng Lan và đồ hồi môn Thúy Liễu
- Chương 11: Duyên mới
- Chương 12: Tình xưa
- Chương 13: Thằng Vũ
- Chương 14: Mẩu chuyện cũ
- Chương 14: Một ông y khoa bác sĩ
- Chương 16: Cha thằng Vũ
- Chương 17: Điệp với Thúy Liễu
- Chương 18: Điệp với Lan
- Chương 19: Trên đỉnh gò xưa

## Nội dung chính
Truyện kể về cuộc tình lãng mạn, bi ai giữa chàng học trò nghèo tên Điệp và cô gái cùng quê tên Lan, tại làng Văn Ngoại, khu vực chợ Gỏi thuộc vùng Hải Dương xưa, thời kỳ Nguyễn Công Hoan đang dạy học ở đó.
Vũ Khắc Điệp là con ông Cử làm nghề dạy học. Ông Cử kết giao với ông Tú, bố của Nguyễn Thị Lan và hai gia đình hứa gả con và kết tình thông gia với nhau. Khi ông Cử mất, mọi công việc lo toan cho Điệp học hành đều do ông Tú đảm nhiệm. Tình cảm hai nhà gắn bó keo sơn.
Trần Thúy Liễu là con gái ông Phủ Trần, tính cách xấu xa, tinh nghịch, phải lòng và có bầu với Tư Kềnh, một lính khố xanh đóng gần nhà Thúy Liễu.
Điệp sau khi thi lần đầu bằng Thành Chung bị trượt, đến khi thi lần hai thì gặp ông Phủ Trần là bạn học khi xưa với ông Cử – bố của Điệp, ông Phủ có hứa giúp đỡ Điệp đỗ kỳ thi này và còn tìm việc làm cho tại Phủ.
Điệp ở nhà ông Phủ Trần và bị mắc lừa nằm ngủ với Thúy Liễu trong lúc say rượu, nên ông Phủ Trần tìm mọi cách ép Điệp cưới Thúy Liễu để tránh mọi dị nghị của xã hội và kiếm cho con mình một tấm chồng hợp pháp. Đồng thời ông Phủ Trần cũng đuổi mọi người làm việc ở Phủ để không ai còn biết Thúy Liễu có quan hệ trước đó với Tư Kềnh.
Sau khi nhờ một ông chánh án Phủ Trần để giúp đỡ thi đậu thì Điệp mắc ơn ông Phủ Trần đó và bị ông ta dụ uống say và bỏ vào chung phòng với cô con gái mập và không được nết na lắm của ông ta tên là Thúy Liễu. Bị vu cho ngủ chung với Thúy Liễu, thế nên ép Điệp phải cưới cô ta. Gia đình Lan và Điệp hết sức buồn rầu vì việc này.
Ngày Điệp cưới Thúy Liễu cũng là ngày Lan cắt tóc đi tu. Nhưng chỉ sau vài tháng thì cãi nhau và Điệp li dị với Thúy Liễu. Rồi Điệp đi tìm đến ngôi chùa nơi Lan tu và giật chuông nhưng Lan không những không tiếp mà còn cắt dây chuông. Vậy nên Điệp thất vọng đi luôn, và muốn gầy dựng cơ nghiệp trước rồi quay lại chuyện nhân duyên sau. Sau đó Thúy Liễu lấy chồng khác là Hoàng Xuân Long – một ông quan Phủ và có 3 đứa con, có một người tên là Hoàng Trần Vũ cùng họ với Vũ Khắc Điệp.
13 năm sau, cha mẹ của Lan, Điệp và Thúy Liễu đều mất. Người con tên Vũ bị đối xử lạnh nhạt, cả gia đình không yêu thương và cả mẹ và cha nuôi cũng ghẻ lạnh. Vũ biết Điệp là chồng trước của mẹ mình và khi cha nuôi hắt hủi đưa địa chỉ thì Vũ đến tìm Điệp. Điệp kể lại sự oan trái của cả hai và đưa địa chỉ của cha đẻ cho Vũ. Vũ đi tìm cha và biết được sự thật rằng ngày ấy Thúy Liễu đã quyến rũ người canh gác tên Cách này, và khi sinh ra Vũ bị Thúy Liễu bóp cổ nhưng Vũ vẫn không chết. Vũ quay về bệnh viện nơi Điệp làm việc và định gửi hai hộp kẹo có thuốc độc cho ba và mẹ mình nhưng bị Điệp biết nên tráo lại.
Cũng vào ngày đó, Điệp nhận được một bệnh nhân sắp chết là Lan. Điệp khi đó mới biết rằng, Lan vì quá buồn nên không đọc thư của Điệp và ôm hận một mình trong lòng mà gây bệnh.

## Phiên bản
Cuốn tiểu thuyết này có bản phái sinh là truyện Lan và Điệp diễn thành cải lương, thoại kịch, và phim.